# Opposites
Pour les articles homonymes, voir Opposites (homonymie).
Albums de Biffy Clyro
Revolutions : Live at Wembley
(2011) Opposites : Live from Glasgow
(2013)
Singles
1. Black Chandelier
Sortie : 14 janvier 2013
2. Biblical
Sortie : 1er avril 2013
3. Opposite
Sortie : 24 juin 2013
4. Victory Over the Sun
Sortie : 8 septembre 2013

Opposites est le sixième album studio du groupe écossais de rock alternatif Biffy Clyro, publié le 28 janvier 2013 au Royaume-Uni et en France par 14th Floor Records. C'est un double album de vingt chansons dont les parties se nomment The Sand at the Core of Our Bones et The Land at the End of Our Toes.

## Historique

### Contexte
Biffy Clyro, groupe écossais de rock alternatif formé en 1995, connaît le succès avec son quatrième album studio Puzzle, paru en 2007 et certifié disque de platine. Le trio commence alors à tourner avec des groupes tels que Muse, Linkin Park ou Queens of the Stone Age avant de publier Only Revolutions en 2009, confirmant la réussite de son prédécesseur. Après de nouvelles premières parties pour Muse, ils jouent en 2010 dans le nouveau Wembley, donnant lieu par la suite à leur premier album live Revolutions : Live at Wembley, sorti en 2011 et qui se classe 9e des charts britanniques.
Alors que le groupe a déjà commencé à travailler sur son futur album au printemps 2010, il continue de jouer des concerts et de participer à des festivals en 2011 (Rock en Seine et Sonisphere Festival entre autres),,, retardant leur entrée en studio. À la fin de l'année, le trio déclare au NME qu'ils ont déjà écrit vingt-deux pistes pour leur futur album, dont Black Chandelier et The Joke's On Us, qu'ils ont déjà jouées lors de concerts.

### Enregistrement et production
Le groupe se rend en mars 2012 au Village Recorder (en) à Santa Monica, près de Los Angeles, afin de préparer l'enregistrement avec le producteur Garth Richardson, qui les avait déjà accompagné sur les deux précédents opus. Ils commencent les prises le mois suivant et installent une webcam qui diffuse en direct sur leur site les sessions effectuées dans ce même studio pendant cinq mois. Le chef d'orchestre David Campbell et le claviériste de session Jamie Muhoberac sont de nouveau conviés à participer à celui-ci après avoir joués sur Only Revolutions.
Alors qu'il était prévu que deux albums paraissent, Biffy Clyro décide finalement de n'en faire plus qu'un sous la forme d'un double album dont les parties sont intitulées The Land At The End Of Our Toes et The Sand At The Core Of Our Bones. Lors de leur passage le 31 juillet dans l'émission de Zane Lowe à la BBC Radio 1, le groupe joue en avant-première la chanson Stingin' Belle, du futur sixième album, et annonce en même temps le titre de celui-ci. Le lendemain, le clip vidéo du morceau est mis en ligne sur le site officiel.
Le 18 septembre, le groupe publie la liste des chansons, les dates de mise en vente et les formats disponibles du futur album.

## Parution et réception

### Sortie et promotion
Disponible en pré-commande à partir du 18 septembre 2012, Opposites est publié le 25 janvier 2013 en Allemagne, en Belgique, en Irlande, aux Pays-Bas et en Suisse, le 28 en Danemark, en Finlande, en France, en Norvège et au Royaume-Uni et le 29 en Espagne et en Italie. L'album est mis en vente sur le continent nord-américain à partir du 12 mars. Avec plus de trois ans entre Only Revolutions et Opposites, cet écart marque la plus longue attente entre deux albums studio pour le groupe.
L'album sort sous différents formats : le double album CD de vingt chansons avec un DVD présentant le making-of de l'enregistrement ; un coffret en édition limitée avec le double album en vinyle 12", un carnet illustré des chansons, les tablatures, un disque avec les chansons en instrumental et une copie du film original en super 8 ayant servi à faire le making-of ; le simple album avec quatorze chansons en format CD et vinyle 12".
Bien que la chanson Stingin' Belle soit parue la première avec un clip vidéo, le premier single de l'album est Black Chandelier, sorti le 14 janvier 2013. Il obtient à son meilleur, une quatorzième place au classement britannique des ventes de singles. Le second, Biblical, publié le 1er avril, n'est resté qu'une semaine au classement, ne dépassant pas la 70e place. Opposite, le troisième single, sort le 24 juin et entre à la 49e place des charts, tandis que Victory Over the Sun, le quatrième, est publié le 8 septembre mais ne se classe même pas.
Comme pour les précédents opus, Opposites est suivi par une compilation regroupant des chansons enregistrées en même temps que l'album et n'y figurant pas. Similarities sort le 21 juillet au Royaume-Uni et en Europe, puis deux semaines plus en Amérique du Nord et en Australie.

### Accueil critique
Opposites reçoit des critiques globalement positives avec un score de 69 % sur Metacritic, basé sur treize analyses. Ainsi, le magazine Clash dit clairement « c'est prétentieux, gonflé, totalement complaisant mais absolument magnifique », lui attribuant au passage la meilleure note. Le Q magazine pense que « ce sixième album a tout ce qu'on voudrait d'un groupe de rock : des riffs, de l'audace, gros refrains et même un peu de cornemuse », tandis que Mojo estime que Biffy Clyro atteint « son apogée » avec cet album « brillamment exécuté et venant du fond du cœur ». Al Fox, pour la BBC, le considère comme « un album de haute volée, solide et attrayant » alors que Dan Stubbs, du NME, évoque des « chansons très bien construites » et « beaucoup d'audace ». Andy Baber (MusicOMH) reconnaît qu'« Opposites n'est nullement parfait, [...], mais qu'il donne largement de quoi affronter les têtes d'affiche de festivals qui attendent le groupe cet été » et définit Biffy Clyro pour cette raison comme étant « un des meilleurs groupes de rock britanniques ». John Dingwall va même plus loin, puisqu'en plus d'élire l'opus « Meilleur album de la semaine » pour le Daily Record, il décrit le trio « comme sous-estimé et que ce n'est probablement qu'une question de temps avant qu'ils ne deviennent l'un des meilleurs groupes de rock de la planète ». Andy Ritchie, du magazine Rock Sound, abonde aussi dans ce sens en pointant la capacité du groupe à « produire des refrains qui remplissent des stades ». Tony Clayton-Lea, de l'Irish Times, le trouve « très bien ficelé » et varié, allant « de la cornemuse (Stingin' Belle) au groupe de mariachi (Spanish Radio), en passant par le rock alternatif (A Girl and His Cat, Little Hospitals) et d'énormes hymnes (Black Chandelier, Biblical) ». Pour Matt Collar d'AllMusic, Opposites reste dans la lignée du précédent album, avec « des chansons élaborées où se côtoient crochets accrocheurs et arrangements complexes ». Il le définit comme « un travail ambitieux sur lequel le trio écossais mélange ses penchants pour le prog-rock et son talent pour la pop de grande écoute ». Plus sobre, Christian Larrède, des Inrocks, le qualifie d'« ambitieux jusqu’à la démesure, les écossais lâchent les chevaux ». Il estime que le groupe garde sa « marque de fabrique (riffs péremptoires et chœurs mâles) » et y adjoint « quelques subtilités rayonnantes : ensemble à cordes, cornemuses ondoyantes, harmonies celtes ou harpes en grappe », résumant ainsi Opposites à « ambition et subtilité ».
En revanche, d'autres critiques ne sont pas aussi prolifiques. Par exemple, Alexis Petridis, journaliste du Guardian, se demande si Biffy Clyro n'a pas « sombré dans le cliché rock » avec ce double album, ne le voyant pas comme « le chef d’œuvre de leur carrière », mais pas non plus comme « l'immense désastre que cela aurait pu être ». Neil McCormick, pour le Daily Telegraph, note lui aussi l'ambition et l'audace du groupe, mais estime qu'il « ne nous laisse pas avec l'envie d'en vouloir plus ou d'avoir passé un des meilleurs moments de notre vie », ajoutant que « les fans de Biffy Clyro y verront peut être un chef d’œuvre, mais que pour les novices, cela n'apportera qu'un mal de crâne ». Sputnikmusic considère que les chansons sont globalement bonnes mais que « ça part dans toutes les directions », alors que Marc Burrows, de Drowned in Sound, dit que le groupe a fait de l'excellent de son domaine, « au point de nous rendre insensibles à ce qui les rend si spécial ». Il conclut qu'il « aurait mieux valu un album deux fois moins long ou deux fois plus intéressant ». Phil Mongredien, de l'Observer partage également cet avis en évoquant le fait qu'ils « continuent leur progression vers un son plus poli et fait pour la scène » et que « sur les 80 minutes, il y a la sensation qu'ils se sont dispersés ».

### Succès commercial
Dès sa sortie, Opposites rencontre un grand succès puisqu'il débute à la première place des classements britanniques de vente d'albums, une première pour le groupe. Il se classe également 2e en Suisse, 3e en Irlande et en Finlande, 5e en Allemagne après une semaine et dans plusieurs top30 de pays européens,,,,,. Avec plus de 70 000 exemplaires vendus la première semaine, l'album est certifié disque d'argent après trois jours et disque d'or après seulement dix,. Il est également disque d'or en Allemagne.
Biffy Clyro remporte la catégorie du « Meilleur album » aux Kerrang! Awards 2013, devant Don't Panic de All Time Low, Sempiternal de Bring Me the Horizon, Priorities de Don Broco et Wretched and Divine: The Story of the Wild Ones de Black Veil Brides. Le trio est de nouveau récompensé pour le même prix lors des Q Awards 2013.
| Pays                               | Meilleure position |
| ---------------------------------- | ------------------ |
| Allemagne (Media Control AG)       | 5                  |
| Australie (ARIA)                   | 22                 |
| Autriche (Ö3 Austria Top 40)       | 12                 |
| Belgique (Flandre Ultratop)        | 73                 |
| Belgique (Wallonie Ultratop)       | 63                 |
| Danemark (Tracklisten)             | 35                 |
| Espagne (Promusicae)               | 36                 |
| Finlande (Suomen virallinen lista) | 3                  |
| Hongrie (Mahasz)                   | 11                 |
| Irlande (IRMA)                     | 3                  |
| Norvège (VG-lista)                 | 9                  |
| Nouvelle-Zélande (RIANZ)           | 25                 |
| Pays-Bas (Mega Album Top 100)      | 22                 |
| Royaume-Uni (UK Albums Chart)      | 1                  |
| Royaume-Uni (Rock & Metal Albums)  | 1                  |
| Suède (Sverigetopplistan)          | 16                 |
| Suisse (Schweizer Hitparade)       | 2                  |

| Pays              | Ventes    | Certifications |
| ----------------- | --------- | -------------- |
| Allemagne (BVMI)  | 100 000 + | Or             |
| Royaume-Uni (BPI) | 300 000 + | Platine        |

### Tournées
Afin de promouvoir Opposites, Biffy Clyro effectue différentes tournées au cours de 2013, dont la première se déroule du 17 février au 6 mars à travers huit pays de l'Europe de l'Ouest. Ils seront accompagnés par Blood Command, puis par The Xcerts (en) lors de celle-ci. Le trio fait ensuite une tournée au Royaume-Uni, en Irlande et en Écosse du 20 mars au 3 avril, dont les premières parties sont assurées par City and Colour, à l'exception de la première date qui est assurée par Little Comets (en),.
Du 9 au 26 avril, Biffy Clyro part en Amérique du Nord en soutien de Muse, comme ce fut déjà le cas par le passé, et en profite pour participer au Coachella Festival le 13 avril à Los Angeles. Ils sont néanmoins obligés de mettre fin à leur tournée dès le 18 avril car Simon Neil rencontre de graves problèmes respiratoires lors des spectacles du 15 et 16 avril au Madison Square Garden de New York, qui pourraient mettre sa santé en danger sur le long terme.
Après un mois de repos, ils reprennent la route et remontent sur scène pour la tournée européenne de Muse sur cinq soirs en juin et juillet, avec notamment un passage au Stade de France le 22 juin. Le groupe participe également à une vingtaine de festivals européens entre mai et août 2013, dont le Bilbao BBK Live Festival, le Rock am Ring, le Bergenfest et la tête d'affiche du Reading and Leeds Festivals. Biffy Clyro conclut l'année par une nouvelle grande tournée européenne du 31 octobre au 16 décembre et par la sortie le 1er décembre d'un deuxième album live, Opposites : Live from Glasgow. Ce disque réservé uniquement à l'Allemagne, l'Autriche et la Suisse propose quatorze chansons du concert donné le 1er avril au Clyde Auditorium de Glasgow.
En 2014, le trio repart aux États-Unis et au Canada pour quelques dates début février, avant de participer au Soundwave Festival en Australie jusque début mars, et au RAMFest (en) en Afrique du Sud le weekend du 6 au 9 mars. Avec l'arrivée de l'été, Biffy Clyro retrouve plusieurs grands festivals européens tels que le T in the Park ou le Rock Werchter,, mais fait également ses débuts sur les scènes russes fin mai à Moscou et Saint-Pétersbourg. À la rentrée, le trio retourne en Australie pour une tournée de cinq dates, avec un soir à Auckland en Nouvelle-Zélande. Ils s'envolent ensuite pour l'Amérique du Sud et se produisent pour la première fois au Chili, au Mexique et en Argentine.
| Date                                                                           | Pays                                         | Ville                                        | Salle/Festival                               | Première partie/Support                      |
| European Tour - Tournée en Europe de l'Ouest                                   | European Tour - Tournée en Europe de l'Ouest | European Tour - Tournée en Europe de l'Ouest | European Tour - Tournée en Europe de l'Ouest | European Tour - Tournée en Europe de l'Ouest |
| ------------------------------------------------------------------------------ | -------------------------------------------- | -------------------------------------------- | -------------------------------------------- | -------------------------------------------- |
| 17 février 2013                                                                | Belgique                                     | Bruxelles                                    | AB Box                                       | Blood Command                                |
| 18 février 2013                                                                | Pays-Bas                                     | Amsterdam                                    | Melweg                                       | Blood Command                                |
| 20 février 2013                                                                | Allemagne                                    | Hambourg                                     | Grosse Freheit 36                            | Blood Command                                |
| 21 février 2013                                                                | Danemark                                     | Copenhague                                   | Vega                                         | Blood Command                                |
| 22 février 2013                                                                | Norvège                                      | Oslo                                         | Sentrum Scene                                | Blood Command                                |
| 23 février 2013                                                                | Suède                                        | Göteborg                                     | Tradgaarn                                    | Blood Command                                |
| 25 février 2013                                                                | Allemagne                                    | Berlin                                       | Huxleys                                      | Blood Command                                |
| 26 février 2013                                                                | Allemagne                                    | Cologne                                      | E-Werk                                       | Blood Command                                |
| 28 février 2013                                                                | Finlande                                     | Helsinki                                     | Nosturi                                      | Blood Command                                |
| 3 mars 2013                                                                    | Suède                                        | Stockholm                                    | Berns                                        | The Xcerts (en)                              |
| 4 mars 2013                                                                    | Allemagne                                    | Breme                                        | Aladin                                       | The Xcerts (en)                              |
| 5 mars 2013                                                                    | Allemagne                                    | Wiesbaden                                    | Schlachthof                                  | The Xcerts (en)                              |
| 6 mars 2013                                                                    | France                                       | Paris                                        | Bataclan                                     | The Xcerts (en)                              |
| 2013 Arena Tour - Tournée au Royaume-Uni, en Irlande et en Écosse              |                                              |                                              |                                              |                                              |
| 20 mars 2013                                                                   | Royaume-Uni                                  | Newcastle Upon Tyne                          | Metro Radio Arena                            | Little Comets (en)                           |
| 21 mars 2013                                                                   | Royaume-Uni                                  | Birmingham                                   | LG Arena                                     | City and Colour                              |
| 22 mars 2013                                                                   | Royaume-Uni                                  | Cardiff                                      | Motorpoint Arena                             | City and Colour                              |
| 23 mars 2013                                                                   | Royaume-Uni                                  | Sheffield                                    | Motorpoint Arena                             | City and Colour                              |
| 25 mars 2013                                                                   | Royaume-Uni                                  | Manchester                                   | MEN Arena                                    | City and Colour                              |
| 26 mars 2013                                                                   | Royaume-Uni                                  | Bournemouth                                  | BIC Arena                                    | City and Colour                              |
| 28 mars 2013                                                                   | Irlande                                      | Dublin                                       | O2 Arena                                     | City and Colour                              |
| 29 mars 2013                                                                   | Irlande                                      | Belfast                                      | Odyssey Arena                                | City and Colour                              |
| 31 mars 2013                                                                   | Écosse                                       | Aberdeen                                     | AECC                                         | City and Colour                              |
| 1er avril 2013                                                                 | Écosse                                       | Glasgow                                      | SECC                                         | City and Colour                              |
| 3 avril 2013                                                                   | Royaume-Uni                                  | Londres                                      | O2 Arena                                     | City and Colour                              |
| North American Tour - Tournée en Amérique du Nord (en première partie de Muse) |                                              |                                              |                                              |                                              |
| 9 avril 2013                                                                   | Canada                                       | Toronto                                      | Centre Air Canada                            | Muse                                         |
| 10 avril 2013                                                                  | Canada                                       | Toronto                                      | Centre Air Canada                            | Muse                                         |
| 12 avril 2013                                                                  | États-Unis                                   | Boston                                       | TD Garden                                    | Muse                                         |
| 13 avril 2013                                                                  | États-Unis                                   | Los Angeles                                  | Coachella Festival                           | -                                            |
| 15 avril 2013                                                                  | États-Unis                                   | New York                                     | Madison Square Garden                        | Muse                                         |
| 16 avril 2013                                                                  | États-Unis                                   | New York                                     | Madison Square Garden                        | Muse                                         |
| 19 avril 2013                                                                  | États-Unis                                   | New Jersey                                   | Izod Center                                  | ANNULE                                       |
| 21 avril 2013                                                                  | États-Unis                                   | Uniondale                                    | Nassau Coliseum                              | ANNULE                                       |
| 23 avril 2013                                                                  | Canada                                       | Montréal                                     | Centre Bell                                  | ANNULE                                       |
| 24 avril 2013                                                                  | Canada                                       | Montréal                                     | Centre Bell                                  | ANNULE                                       |
| 26 avril 2013                                                                  | Canada                                       | Québec                                       | Colisée Pepsi                                | ANNULE                                       |
| Festivals européens et premières parties de Muse à l'été 2013                  |                                              |                                              |                                              |                                              |
| 25 mai 2013                                                                    | Royaume-Uni                                  | Derry                                        | Radio 1's Big Weekend                        | -                                            |
| 1er juin 2013                                                                  | Suède                                        | Hässleholm                                   | SiESTA!                                      | ANNULE                                       |
| 4 juin 2013                                                                    | Pays-Bas                                     | Amsterdam                                    | Amsterdam ArenA                              | Muse                                         |
| 7 juin 2013                                                                    | Allemagne                                    | Nürburg                                      | Rock im Park                                 | -                                            |
| 8 juin 2013                                                                    | Allemagne                                    | Nuremberg                                    | Rock am Ring                                 | -                                            |
| 14 juin 2013                                                                   | Norvège                                      | Bergen                                       | Bergenfest                                   | -                                            |
| 15 juin 2013                                                                   | Danemark                                     | Aarhus                                       | Northside Festival                           | -                                            |
| 16 juin 2013                                                                   | Autriche                                     | Mattersburg                                  | Nova Rock Festival                           | -                                            |
| 22 juin 2013                                                                   | France                                       | Paris                                        | Stade de France                              | Muse                                         |
| 26 juin 2013                                                                   | France                                       | Nice                                         | Stade Charles-Ehrmann                        | Muse                                         |
| 28 juin 2013                                                                   | Suisse                                       | Saint-Gall                                   | OpenAir St. Gallen                           | -                                            |
| 29 juin 2013                                                                   | Italie                                       | Turin                                        | Stade olympique                              | Muse                                         |
| 4 juillet 2013                                                                 | Belgique                                     | Werchter                                     | Rock Werchter                                | -                                            |
| 5 juillet 2013                                                                 | France                                       | Arras                                        | Main Square Festival                         | -                                            |
| 7 juillet 2013                                                                 | Finlande                                     | Turku                                        | Ruisrock                                     | -                                            |
| 9 juillet 2013                                                                 | France                                       | Paris                                        | Soirs d’Été OÜI FM                           | -                                            |
| 10 juillet 2013                                                                | Espagne                                      | Sant Antoni de Portmany                      | Ibiza Rock                                   | -                                            |
| 11 juillet 2013                                                                | Espagne                                      | Bilbao                                       | Bilbao BBK Live Festival                     | -                                            |
| 12 juillet 2013                                                                | Portugal                                     | Lisbonne                                     | Optimus Alive!                               | -                                            |
| 14 juillet 2013                                                                | Allemagne                                    | Berlin                                       | Waldbühne                                    | Muse                                         |
| 19 juillet 2013                                                                | Norvège                                      | Tønsberg                                     | Slottsfjell Festival                         | -                                            |
| 20 juillet 2013                                                                | Norvège                                      | Nordfjordeid                                 | Malakoff Festival                            | -                                            |
| 23 juillet 2013                                                                | Espagne                                      | Magaluf                                      | Mallorca Rock                                | -                                            |
| 8 août 2013                                                                    | Hongrie                                      | Budapest                                     | Sziget Festival                              | -                                            |
| 9 août 2013                                                                    | Pologne                                      | Cracovie                                     | Coke Live Festival                           | -                                            |
| 10 août 2013                                                                   | Allemagne                                    | Eschwege                                     | Open Flair Festival                          | -                                            |
| 11 août 2013                                                                   | Allemagne                                    | Rothenburg                                   | Taubertal Festival                           | -                                            |
| 15 août 2013                                                                   | Suisse                                       | Gampel-Bratsch                               | Open Air Gampel                              | -                                            |
| 17 août 2013                                                                   | Allemagne                                    | Hockenheim                                   | Rock N Heim                                  | -                                            |
| 18 août 2013                                                                   | Allemagne                                    | Gelsenkirchen                                | Rock im Pott                                 | -                                            |
| 23 août 2013                                                                   | Royaume-Uni                                  | Leeds                                        | Leeds Festival                               | -                                            |
| 25 août 2013                                                                   | Royaume-Uni                                  | Reading                                      | Reading Festival                             | -                                            |
| European Tour - Tournée européenne                                             |                                              |                                              |                                              |                                              |
| 31 octobre 2013                                                                | Pays-Bas                                     | Tilburg                                      | 013                                          | -                                            |
| 1er novembre 2013                                                              | Danemark                                     | Copenhague                                   | Grey Hall                                    | -                                            |
| 3 novembre 2013                                                                | Norvège                                      | Bergen                                       | USF                                          | -                                            |
| 4 novembre 2013                                                                | Norvège                                      | Stavanger                                    | Zetlitz                                      | -                                            |
| 5 novembre 2013                                                                | Norvège                                      | Oslo                                         | Sentrum Scene                                | -                                            |
| 6 novembre 2013                                                                | Suède                                        | Stockholm                                    | Arena Fryshuset                              | -                                            |
| 8 novembre 2013                                                                | Finlande                                     | Helsinki                                     | Helsinki Circus                              | -                                            |
| 10 novembre 2013                                                               | Estonie                                      | Tallinn                                      | Rock Café                                    | -                                            |
| 11 novembre 2013                                                               | Lettonie                                     | Riga                                         | Palladium                                    | -                                            |
| 13 novembre 2013                                                               | Pologne                                      | Varsovie                                     | Stodola                                      | -                                            |
| 14 novembre 2013                                                               | République tchèque                           | Prague                                       | Roxy                                         | -                                            |
| 15 novembre 2013                                                               | Slovaquie                                    | Bratislava                                   | MMC Club                                     | -                                            |
| 17 novembre 2013                                                               | Autriche                                     | Vienne                                       | Gazomètres                                   | -                                            |
| 18 novembre 2013                                                               | Suisse                                       | Zurich                                       | X-Tra                                        | Rag Dolls                                    |
| 19 novembre 2013                                                               | Allemagne                                    | Offenbach                                    | Stadthalle                                   | -                                            |
| 30 novembre 2013                                                               | France                                       | Paris                                        | Le Trianon                                   | Arcane Roots                                 |
| 1er décembre 2013                                                              | Allemagne                                    | Düsseldorf                                   | Mitsubishi Electric Halle                    | Walking Papers/Arcane Roots                  |
| 2 décembre 2013                                                                | Allemagne                                    | Hambourg                                     | Sporthalle                                   | Walking Papers/Arcane Roots                  |
| 3 décembre 2013                                                                | Allemagne                                    | Berlin                                       | Columbiahalle                                | Walking Papers/Arcane Roots                  |
| 5 décembre 2013                                                                | Allemagne                                    | Munich                                       | Zenith                                       | Walking Papers/Arcane Roots                  |
| 6 décembre 2013                                                                | Italie                                       | Milan                                        | Live Trezzo                                  | Walking Papers                               |
| 7 décembre 2013                                                                | Italie                                       | Bologne                                      | Estragon                                     | Walking Papers                               |
| 8 décembre 2013                                                                | France                                       | Lyon                                         | Le Transbordeur                              | Walking Papers                               |
| 10 décembre 2013                                                               | Espagne                                      | Madrid                                       | Riviera                                      | Walking Papers                               |
| 11 décembre 2013                                                               | Espagne                                      | Barcelone                                    | Razzmatazz                                   | Walking Papers                               |
| 12 décembre 2013                                                               | France                                       | Cognac                                       | West Rock                                    | Walking Papers                               |
| 14 décembre 2013                                                               | France                                       | Tourcoing                                    | Le Grand Mix                                 | Walking Papers                               |
| 15 décembre 2013                                                               | Luxembourg                                   | Luxembourg                                   | Rockhal                                      | Walking Papers                               |
| 16 décembre 2013                                                               | Belgique                                     | Bruxelles                                    | AB Box                                       | Walking Papers                               |
| North American Tour - Tournée en Amérique du Nord                              |                                              |                                              |                                              |                                              |
| 8 février 2014                                                                 | Canada                                       | Vancouver                                    | Commodore Ballroom (en)                      | -                                            |
| 9 février 2014                                                                 | États-Unis                                   | Seattle                                      | Showbox at the Market (en)                   | -                                            |
| 10 février 2014                                                                | États-Unis                                   | Portland                                     | Doug Fir Lounge (en)                         | -                                            |
| 12 février 2014                                                                | États-Unis                                   | San Francisco                                | Great American Music Hall (en)               | -                                            |
| 14 février 2014                                                                | États-Unis                                   | Los Angeles                                  | El Rey Theatre (en)                          | -                                            |
| 15 février 2014                                                                | États-Unis                                   | Las Vegas                                    | Hard Rock Live (en)                          | -                                            |
| Soundwave Festival                                                             |                                              |                                              |                                              |                                              |
| 22 février 2014                                                                | Australie                                    | Brisbane                                     | Brisbane Exhibition Ground                   | -                                            |
| 23 février 2014                                                                | Australie                                    | Sydney                                       | Blacktown Olympic Park                       | -                                            |
| 24 février 2014                                                                | Australie                                    | Sydney                                       | The Factory                                  | -                                            |
| 26 février 2014                                                                | Australie                                    | Melbourne                                    | Corner Hotel (en)                            | -                                            |
| 28 février 2014                                                                | Australie                                    | Melbourne                                    | Flemington Racecourse (en)                   | -                                            |
| 1er mars 2014                                                                  | Australie                                    | Adélaïde                                     | Bonython Park (en)                           |                                              |
| 3 mars 2014                                                                    | Australie                                    | Perth                                        | Claremont Showgrounds (en)                   |                                              |
| RAMFest Festival                                                               |                                              |                                              |                                              |                                              |
| 7 mars 2014                                                                    | Afrique du Sud                               | Johannesburg                                 | -                                            | -                                            |
| 8 mars 2014                                                                    | Afrique du Sud                               | Le Cap                                       | -                                            | -                                            |
| Festivals et concerts européens pour l'été 2014                                |                                              |                                              |                                              |                                              |
| 12 avril 2014                                                                  | Israël                                       | Tel Aviv                                     | Nokia Arena                                  | -                                            |
| 23 avril 2014                                                                  | France                                       | Bourges                                      | Printemps de Bourges                         | -                                            |
| 29 avril 2014                                                                  | Écosse                                       | Glasgow                                      | King Tut's Wah Wah Hut                       | -                                            |
| 23 mai 2014                                                                    | Russie                                       | Moscou                                       | GlavClub                                     | -                                            |
| 24 mai 2014                                                                    | Russie                                       | Saint-Pétersbourg                            | A2                                           | -                                            |
| 2 juin 2014                                                                    | Italie                                       | Bologne                                      | Rock in Idro                                 | -                                            |
| 4 juin 2014                                                                    | Allemagne                                    | Hanovre                                      | Expo Plaza                                   | -                                            |
| 7 juin 2014                                                                    | Hongrie                                      | Szántód                                      | Pafe Festival                                | -                                            |
| 9 juin 2014                                                                    | Pays-Bas                                     | Landgraaf                                    | Pinkpop                                      | -                                            |
| 13 juin 2014                                                                   | Royaume-Uni                                  | Île de Wight                                 | Festival de l'île de Wight                   | -                                            |
| 27 juin 2014                                                                   | Irlande                                      | Cork                                         | Live at the Marquee                          | -                                            |
| 28 juin 2014                                                                   | Irlande                                      | Dublin                                       | Royal Hospital Kilmainham                    | -                                            |
| 3 juillet 2014                                                                 | République tchèque                           | Hradec Králové                               | Rock for People (en)                         | -                                            |
| 5 juillet 2014                                                                 | Belgique                                     | Werchter                                     | Rock Werchter                                | -                                            |
| 6 juillet 2014                                                                 | France                                       | Belfort                                      | Eurockéennes de Belfort                      | -                                            |
| 11 juillet 2014                                                                | Écosse                                       | Kinross                                      | T in the Park                                | -                                            |
| 17 juillet 2014                                                                | Suisse                                       | Berne                                        | Gurtenfestival                               | -                                            |
| 18 juillet 2014                                                                | Allemagne                                    | Nordholz                                     | Deichbrand Rockfestival                      | -                                            |
| 26 juillet 2014                                                                | Japon                                        | Niigata                                      | Fuji Rock Festival                           | -                                            |
| 1er août 2014                                                                  | Espagne                                      | Borriana                                     | Arenal Sound                                 | -                                            |
| 8 août 2014                                                                    | Allemagne                                    | Rothenbourg                                  | Taubertal Festival                           | -                                            |
| 9 août 2014                                                                    | Allemagne                                    | Nailsworth                                   | Rocco Del Schlacko                           | -                                            |
| 13 août 2014                                                                   | Autriche                                     | Sankt Pölten                                 | FM4 Frequency Festival (en)                  | -                                            |
| 15 août 2014                                                                   | Norvège                                      | Trondheim                                    | Pstereo Festival                             | -                                            |
| 16 août 2014                                                                   | Allemagne                                    | Schloß Holte-Stukenbrock                     | Serengeti Festival                           | -                                            |
| 17 août 2014                                                                   | Irlande                                      | Belfast                                      | Belsonic                                     | -                                            |
| Australian Tour - Tournée australienne                                         |                                              |                                              |                                              |                                              |
| 2 septembre 2014                                                               | Nouvelle-Zélande                             | Auckland                                     | Powerstation                                 | -                                            |
| 4 septembre 2014                                                               | Australie                                    | Brisbane                                     | Tivoli Theatre                               | -                                            |
| 5 septembre 2014                                                               | Australie                                    | Sydney                                       | Enmore Theatre (en)                          | -                                            |
| 7 septembre 2014                                                               | Australie                                    | Melbourne                                    | Palais Theatre (en)                          | -                                            |
| 9 septembre 2014                                                               | Australie                                    | Adélaïde                                     | HQ                                           | -                                            |
| 12 septembre 2014                                                              | Australie                                    | Perth                                        | Metro City Concert Club                      | -                                            |
| South American Tour - Tournée sud-américaine                                   |                                              |                                              |                                              |                                              |
| 11-12 octobre 2014                                                             | Mexique                                      | Mexico                                       | Corona Capital Festival                      | -                                            |
| 14 octobre 2014                                                                | Chili                                        | Santiago                                     | Teatro La Cúpula                             | -                                            |
| 22 octobre 2014                                                                | Argentine                                    | Buenos Aires                                 | Niceto Club                                  | -                                            |

## Caractéristiques artistiques

### Analyse
Lors de leur passage à la BBC Radio 1 le 17 janvier, Simon Neil qualifie l'album de « puissant », car écrit d'une manière différente des autres et comportant également quelques chansons instrumentales. Il le décrit comme une succession de prises de décisions face à un dilemme et ajoute que l'un des disques évoque les bonnes décisions, l'autre, les mauvaises. Il explique d'ailleurs que « les deux parties sont diamétralement opposées lyriquement. [...] L'une voit les choses de la pire manière qu'il soit et nous amène à croire qu'on s'enfonce de plus en plus, alors que l'autre a une approche plus positive ». James Johnston complète en disant que « The Sand at the Core of Our Bones évoque le passé, ce qui fait que tu en es là aujourd'hui, les problèmes de la vie, ce que tu ne peux pas changer. The Land at the End of Our Toes est à propos de ce qui vient après, des espoirs et craintes sur l'avenir, de comment rendre les choses meilleures et de comment aller de l'avant ». Dans une interview au NME, ils définissent respectivement les deux disques de « sombre et solitaire » et d'« inspirant et fédérateur ».
Biffy Clyro estime que cette opposition provient de leurs longues tournées pour Only Revolutions et parle même d'isolement, de résignation et de tensions à propos de leurs relations avec leurs famille et amis. Ils ont d'ailleurs composé les chansons en Écosse pendant une période où ils étaient « en colère, angoissés et brisés ». Ils avouent au passage qu'ils étaient au bord de la rupture. La situation du groupe devient si précaire que la veille du premier enregistrement en studio, Ben Johnston se coupe accidentellement l'oreille alors qu'il est ivre. Cet épisode le mène à reconnaître qu'il a un problème avec l'alcool. Le groupe s'isole alors dans le studio de Los Angeles pendant les quelques mois de l'enregistrement, afin qu'ils se retrouvent tous ensemble. Ils déclarent que cela leur a permis « d'améliorer leur mode de vie ». Cette épreuve a donc déteint sur leur façon d’interpréter les morceaux de l'album lors des sessions en studio.
Le groupe explique l'approche musicale pour Opposites a été différente, ce qui explique la grande diversité du styles musicaux obtenus et les nombreux instruments utilisés,. Ils disent même « ne s'être donnés aucune limite pour l'album ». Simon Neil ajoute qu'ils ont essayé tout ce qui leur passait par la tête et cela se traduit par une large gamme de sons tels que la cornemuse, les kazoos, le groupe de mariachi, les claquettes, l'orgue d'église, les cloches tubulaires et le « son de barbes frottées ». Néanmoins, tout ce qu'ils ont tenté ne figurent pas sur l'album.
Il est à noter que les chansons Pocket et Skylight datent d'avant Only Revolutions mais n'avaient pas été publiées. Elles sont donc incluses sur Opposites.

### Pochette
De la même manière que pour Only Revolutions, la pochette de l'opus est révélée petit à petit. Ainsi, l'image apparaît progressivement avec le nombre de messages Twitter comportant l'inscription #BiffyOpposites. En moins de 12 heures, plus de 9 000 messages sont postés afin de la découvrir intégralement. Celle-ci est réalisée par Storm Thorgerson, photographe britannique reconnu pour avoir travaillé avec des groupes tels que Led Zeppelin, Pink Floyd ou encore Genesis et qui avait déjà collaboré avec Biffy Clyro sur Puzzle et Only Revolutions. Simon Neil explique que l'image représente l'un des plus vieux arbres vivants au monde se situant au Chili et qu'il s'imagine que les racines de celui-ci sont très fortes, faisant la comparaison avec les liens entre les membres de Biffy Clyro.

## Fiche technique

### Liste des chansons
Toutes les paroles sont écrites par Simon Neil, toute la musique est composée par Biffy Clyro.
| 1.  | Different People     | 5:09 |
| 2.  | Black Chandelier     | 4:04 |
| 3.  | Sounds Like Balloons | 3:46 |
| 4.  | Opposite             | 3:55 |
| 5.  | The Joke's On Us     | 3:34 |
| 6.  | Biblical             | 3:57 |
| 7.  | A Girl And His Cat   | 3:28 |
| 8.  | The Fog              | 4:41 |
| 9.  | Little Hospitals     | 3:35 |
| 10. | The Thaw             | 3:42 |

| 1. | The Sand at the Core of Our Bones (instrumental) | 1:46 |

| 1.  | Stingin' Belle             | 4:26 |
| 2.  | Modern Magic Formula       | 3:54 |
| 3.  | Spanish Radio              | 3:51 |
| 4.  | Victory Over The Sun       | 3:59 |
| 5.  | Pocket                     | 3:06 |
| 6.  | Trumpet Or Tap             | 3:56 |
| 7.  | Skylight                   | 3:44 |
| 8.  | Accident Without Emergency | 4:52 |
| 9.  | Woo Woo                    | 2:17 |
| 10. | Picture A Knife Fight      | 3:53 |

| 1. | The Land at the End of Our Toes (instrumental) | 2:15 |

| Édition simple album | Édition simple album  | Édition simple album | Édition simple album | Édition simple album | Édition simple album | Édition simple album | Édition simple album | Édition simple album | Édition simple album |
| No                   | Titre                 | Durée                |                      |                      |                      |                      |                      |                      |                      |
| -------------------- | --------------------- | -------------------- | -------------------- | -------------------- | -------------------- | -------------------- | -------------------- | -------------------- | -------------------- |
| 1.                   | Different People      | 5:11                 |                      |                      |                      |                      |                      |                      |                      |
| 2.                   | Black Chandelier      | 4:04                 |                      |                      |                      |                      |                      |                      |                      |
| 3.                   | Sounds Like Balloons  | 3:46                 |                      |                      |                      |                      |                      |                      |                      |
| 4.                   | Opposite              | 3:55                 |                      |                      |                      |                      |                      |                      |                      |
| 5.                   | The Joke's On Us      | 3:34                 |                      |                      |                      |                      |                      |                      |                      |
| 6.                   | Spanish Radio         | 3:51                 |                      |                      |                      |                      |                      |                      |                      |
| 7.                   | Victory Over the Sun  | 3:59                 |                      |                      |                      |                      |                      |                      |                      |
| 8.                   | Biblical              | 3:57                 |                      |                      |                      |                      |                      |                      |                      |
| 9.                   | Stingin' Belle        | 4:25                 |                      |                      |                      |                      |                      |                      |                      |
| 10.                  | Skylight              | 3:44                 |                      |                      |                      |                      |                      |                      |                      |
| 11.                  | Trumpet or Tap        | 3:56                 |                      |                      |                      |                      |                      |                      |                      |
| 12.                  | Modern Magic Formula  | 3:54                 |                      |                      |                      |                      |                      |                      |                      |
| 13.                  | The Thaw              | 3:42                 |                      |                      |                      |                      |                      |                      |                      |
| 14.                  | Picture a Knife Fight | 3:53                 |                      |                      |                      |                      |                      |                      |                      |
| 55:04                |                       |                      |                      |                      |                      |                      |                      |                      |                      |

### Interprètes
Les informations proviennent du livret fourni avec l'édition 2013 du CD.
Biffy Clyro
- Simon Neil - chant, guitare
- James Johnston - basse, chœurs
- Ben Johnston - batterie, chœurs

Musiciens additionnels
- orchestre : Charlie Bisharat, Songa Lee, Mario De Leon, Tammy Hatwan, Gerardo Hilera, Alyssa Park, Tereza Stanislav, Andrew Duckles, Steve Richards et Rudolf Stein
- cuivres : Salvadore Lozano, Mark Adams, Alan Kaplan et Douglas Tornquist
- groupe de mariachi : Jorge Contreras, Erick Hernandez, Jose Hernandez, Fernando Moreno et Joaquin Rodriguez
- cornemuse : Eric Rigler
- chorale : The Cal Voce Singers
- pedal steel guitar : Greg Leisz
- claquettes : Alyssa Suede
- clavier : Jamie Muhoberac et Ben Kaplan
- guitare additionnelle : Mike Vennart
- batterie additionnelle : Matt Chamberlain
- chant sur Opposite et Accident Without Emergency : Benjamin Bridwell
- chef d'orchestre : David Campbell

### Équipe de production
- Garth Richardson et Biffy Clyro – production
- Clint Mansell (Different People, Skylight et The Fog) et James Rushent (Trumpet or Tap, Girl & His Hat, Different People et Biblical) - production additionnelle
- Ryan Williams et Ben Kaplan – ingénieurs du son
- Chris Owens, Steve Churchyard, JP Reid et Nick Rowe - assistants ingénieur
- Ryan Williams et Mark « Spike » Stent (Biblical) – mixage
- Ted Jensen – mastering
- Nick Rowe, Jerry Johnson et Gordan Allison : techniciens en studio
- David Campbell : arrangements
- Storm Thorgerson – art, design et photographie de l'album